# 厚田雄春
厚田 雄春（あつた ゆうはる、1905年1月1日 - 1992年12月7日）は、日本の映画カメラマン。小津安二郎組の名カメラマンとして知られる。

## 経歴
兵庫県神戸市で生まれ、東京の虎の門で育つ。旧制海城中学校（現・海城高等学校）在学中から映画館に通う。卒業後の1922年松竹合名社に入社し、絵が好きだったことから松竹蒲田撮影所の撮影部に入る。1928年、小津安二郎の２本目の監督作品である『若人の夢』で撮影助手を担当し、その後多くの小津作品で助手として働きながら、小津と親しくつきあうようになる。15年の助手生活の後、1937年の『淑女は何を忘れたか』の撮影途中から撮影監督となり、以後1962年の『秋刀魚の味』まで、松竹配給の全小津作品の撮影監督を担当した。1967年の『純情二重奏』（梅津明治郎監督）を最後に、1972年松竹を退社。1985年の映画『東京画』でヴィム・ヴェンダース監督のインタビューを受けた。

## フィルモグラフィー

### 撮影作品
- 淑女は何を忘れたか（1937年）
- 家庭日記（1938年）
- 子供の四季 春夏の巻（1939年）
- 子供の四季 秋冬の巻（1939年）
- 桑の実は紅い（1939年）
- 私には夫がある（1940年）
- 信子（1940年）
- ともだち（1940年）
- 戸田家の兄妹（1941年）
- まごころの歌（1941年）
- 君よ共に歌わん（1941年）
- 父ありき（1942年）
- すみだ川（1942年）
- 女生徒と教師（1946年）
- 鍵を握る女（1946年）
- 許された一夜（1946年）
- 長屋紳士録（1947年）
- 二連銃の鬼（1947年）
- 新婚リーグ戦（1947年）
- 旅装（1948年）
- 風の中の牝雞（1948年）
- 君待てども（1949年）
- 別れのタンゴ（1949年）
- 晩春（1949年）
- 思い出のボレロ（1950年）
- 恋愛教室（1950年）
- 接吻第一号（1950年）
- 女性三重奏（1950年）
- 奥様に御用心（1950年）
- 乾杯!若旦那（1951年）
- 我が家は楽し（1951年）
- 天明太郎（1951年）
- 麦秋（1951年）
- あの丘越えて（1951年）
- 陽気な渡り鳥（1952年）
- 早春二重奏（1952年）
- お茶漬の味（1952年）
- リンゴ園の少女（1952年）
- 夢見る人々（1953年）
- 姉妹（1953年）
- ひばりの陽気な天使（1953年）
- 東京物語（1953年）
- 蛮から社員（1954年）
- 青春ロマンスシート 青草に坐す（1954年）
- 君に誓いし（1954年）
- 大学は出たけれど（1955年）
- 続おとこ大学 新婚教室（1955年）
- 娘船頭さん（1955年）
- 早春（1956年）
- ここに幸あり 前篇 誘惑の都（1956年）
- ここに幸あり 後篇 花咲く朝（1956年）
- 晴れた日に（1956年）
- 黒い河（1956年）
- あなた買います（1956年）
- 東京暮色（1957年）
- 東京踊り（1957年）
- 若い広場（1958年）
- 彼岸花（1958年）
- 眼の壁（1958年）
- 春を待つ人々（1959年）
- お早よう（1959年）
- 危険旅行（1959年）
- 若い素顔（1959年）
- 明日への盛装（1959年）
- 朱の花粉（1960年）
- いろはにほへと（1960年）
- 秋日和（1960年）
- 河口（1961年）
- 千客万来（1962年）
- 愛染かつら（1962年）
- 秋刀魚の味（1962年）
- 咲子さんちょっと（1963年）
- あの人はいま（1963年）
- 結婚式・結婚式（1963年）
- 残菊物語（1963年）
- 渚を駆ける女（1964年）
- 明日の夢があふれてる（1964年）
- 若い野ばら（1965年）
- 涙の連絡船（1966年）
- 横堀川（1966年）
- 純情二重奏（1967年）

### 出演作品
- 東京画（1985年）

## 著作
- 小津安二郎物語（筑摩書房、1989年） - 蓮實重彦との共著

## 受賞・栄典
- 1951年 - 第2回ブルーリボン賞撮影賞（『我が家は楽し』『あの丘越えて』『麦秋』）
- 1958年 - 第5回アジア映画祭撮影賞（『彼岸花』）
- 1962年 - 第17回毎日映画コンクール撮影賞（『秋刀魚の味』）[1]
- 1990年 - 勲四等瑞宝章
- 1992年 - 第16回日本アカデミー賞特別賞[2]